# Нісі-Токьо

35°43′33″ пн. ш. 139°32′19″ сх. д. / 35.72583° пн. ш. 139.53861° сх. д.
Ні́ші-Токьо́ (яп. 西東京市, にしとうきょうし, МФА: [ɲiɕi toːkʲoː ɕi̥]) — місто в Японії, в префектурі Токіо.

## Короткі відомості
Розташоване в центральній частині префектури, на плато Мусашіно. Виникло на основі сільських поселень раннього нового часу. Засноване 2001 року шляхом об'єднання міст Танаші й Хоя. Назва міста означає «Західне Токіо». Основою економіки є виробництво електротоварів, комерція. Станом на 1 жовтня 2008 площа міста становила 15,85 км². Станом на 1 липня 2011 населення міста становило 199 211 осіб.